# 1DOC3
1DOC3 es un sitio web colombiano que le permite a sus usuarios formular preguntas relacionadas al campo de la salud anónimamente, las cuales son respondidas por profesionales en el área de la Medicina. La plataforma de 1doc3 empezó a funcionar desde el 15 de junio de 2014. Aproximadamente al mes de estar en línea poseía unos 2500 usuarios registrados y más de 10.000 preguntas, principalmente en temas  de sexualidad, pediatría y dermatología.
Los usuarios pueden hacer consultas médicas registrando el correo al cual recibirá las respuestas, así como crear una contraseña e indicar el sexo y la edad, datos que son básicos para guiar a los especialistas que atienden cada caso. En este sitio web participan unos 1000 médicos de Colombia, México, Perú, Venezuela y Ecuador. Los profesionales deben registrarse en la página de 1doc3 y esperar a que a que el sitio avale ante las autoridades competentes su identidad antes de que puedan responder a las consultas.